# وودویل (کالیفرنیا)
وودویل (به انگلیسی: Woodville) یک منطقهٔ مسکونی در ایالات متحده آمریکا است که در شهرستان تولار، کالیفرنیا واقع شده‌است. وودویل ۱۱٫۲۷۰ کیلومتر مربع مساحت و ۱٬۷۴۰ نفر جمعیت دارد و ۱۰۳ متر بالاتر از سطح دریا واقع شده‌است.